# Guíjiga
Guíjiga (en rus: Гижига) és un poble de l'óblast de Magadan, a Rússia, que el 2019 tenia 238 habitants.